# Vie privée (film 2025)
Vie privée è un film del 2025 diretto da Rebecca Zlotowski, con protagonista Jodie Foster.

## Trama
Lilian, una psicologa americana stabilitasi a Parigi, si convince che dietro l'apparente suicidio della sua paziente Paula si nasconda un delitto.

## Distribuzione
Il film è stato presentato in anteprima il 20 maggio 2025 fuori concorso al 78º Festival di Cannes.